# Xã Chandlerville, Quận Cass, Illinois
Xã Chandlerville (tiếng Anh: Chandlerville Township) là một xã thuộc quận Cass, tiểu bang Illinois, Hoa Kỳ. Năm 2010, dân số của xã này là 515 người.